# Château de Blettange
Ne doit pas être confondu avec Château de Bétange.
Le château de Blettange est un château français du département de la Moselle, faisant partie de la commune de Bousse.

## Géographie
Le château est limitrophe de la rivière de la Moselle.

## Histoire
Ce château était anciennement le siège d'une seigneurie foncière luxembourgeoise, dont dépendaient les localités de Blettange, Bousse et Landrevange. Cette seigneurie dépendait de la prévôté de Thionville.
D'après M. Bouteiller, sa haute justice était au roi. D'après la société savante du Luxembourg, le seigneur partageait la juridiction haute et moyenne avec le prévôt de Thionville, qui restait seul investi des pouvoirs du haut justicier.
Le château fort de Blettange fut rasé en 1551.